# Émile Henriot (chimico)
Émile Henriot (Besançon, 2 luglio 1885 – Uccle, 1º febbraio 1961) è stato un chimico francese noto per essere stato il primo a dimostrare con certezza che il potassio e il rubidio sono naturalmente radioattivi; studiò metodi per ottenere velocità angolari estremamente elevate e scoprì che i getti d'aria, opportunamente posizionati, possono essere utilizzati per far girare le trottole a velocità molto elevate: questa tecnica fu successivamente impiegata per realizzare ultracentrifughe; fu un precursore nello studio del microscopio elettronico; ha anche studiato birifrangenza e vibrazioni molecolari; conseguì il dottorato in fisica nel 1912 alla Sorbona, Parigi, sotto Marie Curie.